# Coppa Città del Sud
la Coppa Città del Sud è un triangolare a carattere amichevole di calcio che si è svolto a Roma nell'agosto 1964 con la partecipazione di Lazio, Catania e Messina. La prima gara tra Lazio e Catania, disputata il 22 agosto 1964 è terminata con il risultato di 1-1. Con lo stesso punteggio è terminato il successivo incontro del 26 agosto tra Catania e Messina. Nell'ultima gara del 29 agosto, il Messina ha superato la Lazio per 2-0, assicurandosi la coppa in palio.

## Albo d'oro
- 1964 -   Messina

## Coppa Città del Sud 1964
Piazzamenti.
| Anno | Vincitrice | Seconda | Terza |
| ---- | ---------- | ------- | ----- |
| 1964 | Messina    | Catania | Lazio |